# 科爾恰格鄉
44°57′N 26°21′E / 44.950°N 26.350°E
科爾恰格鄉（羅馬尼亞語：Comuna Colceag, Prahova），是羅馬尼亞的鄉份，位於該國中南部，由普拉霍瓦縣負責管轄，面積58平方公里，海拔高度99米，2007年人口5,309，人口密度每平方公里91人。

## 友好城市
- 法國 沙拉罗讷河畔沙蒂永